# سلاویتیتسه
سلاویتیتسه (به چکی: Slavětice) یک منطقهٔ مسکونی در جمهوری چک است که در منطقه تربیچ واقع شده‌است. سلاویتیتسه ۹٫۴۹ کیلومتر مربع مساحت و ۲۴۹ نفر جمعیت دارد و ۳۸۴ متر بالاتر از سطح دریا واقع شده‌است.